# Jamestown, North Carolina
Jamestown är en ort i Guilford County i delstaten North Carolina, USA.